# Hassan al-Saffar
Sheikh Hassan al-Saffar (tiếng Ả Rập: الشيخ حسن الصفار, sinh năm 1958) là một học giả Shi'a đến từ Qatif, Ả Rập Xê Út. Ông được xem như một trong những thủ lĩnh Shi'a quan nhất tại nước này. Saffar thành lập Phong trào Cải cách Hồi giáo Shi'a vào những năm đầu 1990 nhằm cải thiện mối quan hệ với nhà Saud nắm quyền. Vào năm 2009, Hassan al-Saffar được trung tâm nghiên cứu Chiến lược Hồi giáo Hoàng gia liệt kê là một trong 500 người Hồi giáo có ảnh hưởng nhất thế giới.